# Corynoptera expressospina
Corynoptera expressospina är en tvåvingeart som beskrevs av Werner Mohrig 1999. Corynoptera expressospina ingår i släktet Corynoptera och familjen sorgmyggor. Inga underarter finns listade i Catalogue of Life.